# Серси ла Тур
Серси ла Тур (фр. Cercy-la-Tour) насеље је и општина у источном делу централне Француске у региону Бургоња, у департману Нијевр која припада префектури Шато Шенон (град).
По подацима из 2011. године у општини је живело 1936 становника, а густина насељености је износила 42,48 становника/km². Општина се простире на површини од 45,57 km². Налази се на средњој надморској висини од 201 метар (максималној 253 m, а минималној 191 m).

## Демографија
| 1962. | 1968. | 1975. | 1982. | 1990. | 1999. | 2011. |
| ----- | ----- | ----- | ----- | ----- | ----- | ----- |
| 2.150 | 2.209 | 2.320 | 2.372 | 2.258 | 2.108 | 1.936 |

График промене броја становника у току последњих година